# Enrico Barisone
Enrico Barisone (Zara, 26 marzo 1941 – Cagliari, 18 giugno 2014) è stato un militare italiano dell'Arma dei Carabinieri, insignito di medaglia d'oro al valor militare.

## Biografia
Nato nel 1941 a Zara, frequentò il liceo classico ad Acqui Terme, dove conobbe Vittoria Migliarino, la sua futura moglie. A partire dal 1962 frequentò il corso per allievi sottufficiali dell’Arma dei Carabinieri presso il 1º Battaglione allievi di Moncalieri e poi presso la Scuola di Firenze. Col grado di brigadiere, nel 1966 entrò all’Accademia Militare di Modena per frequentare il corso per la nomina a sottotenente in S.P.E. che conseguì due anni dopo quando fu inviato a Roma, presso la Scuola di Applicazione Carabinieri per il relativo corso.
Nel 1970 fu trasferito al 2º Reggimento Carabinieri per il IX battaglione a Cagliari, dove fu promosso Tenente, assumendo il comando di un plotone della Compagnia fucilieri e quello della Compagnia stessa in sede vacante. Nel settembre 1972 fu assegnato alla Legione di Cagliari per assumere il comando della Tenenza di Bonorva, che mantenne anche con il grado di capitano, fino al novembre 1973 quando fu nominato comandante della Compagnia di Ghilarza. Assunse poi il comando della Compagnia di Bitti. Nominato capo ufficio logistico della Regione Carabinieri della Sardegna a Cagliari. Venne collocato in pensione con il grado di Generale. Morì a Cagliari il 18 giugno 2014.
Gli fu conferita la Medaglia d'Oro al Valor Militare per il suo comportamento durante il conflitto di Sa Janna Bassa, vicino a Orune, del 17 dicembre 1979. Barisone, impegnato in una perlustrazione del territorio in orario notturno con altri tre militari, il Vice Brigadiere Gesuino Cossa e i Carabinieri Antioco Sanna e Mario Ladu, notò degli strani movimenti nei pressi di un ovile ed intimò l'alt, ricevendo come risposta una serie di colpi esplosi, uno dei quali lo ferì alla spalla. Nonostante questa ferita continuò nella sua azione e riuscì ad uccidere due malviventi e a mettere in fuga gli altri banditi (molti dei quali saranno arrestati successivamente). In seguito si scoprì che quell'intervento interruppe una riunione in cui si stava cercando di creare una colonna sarda delle Brigate Rosse.

## Fonti
- La nuova Sardegna, 19 giugno 2014, su lanuovasardegna.gelocal.it.
- Giancarlo Barbonetti, Oltre il dovere - I Carabinieri decorati di medaglie d'oro al valor militare, Roma, Ente Editoriale per l'Arma dei Carabinieri, 2023, ISBN 9788889 242575.